# Turgon (Charente)
Turgon è un comune francese di 95 abitanti situato nel dipartimento della Charente, nella regione della Nuova Aquitania.

## Società

### Evoluzione demografica
Abitanti censiti